# قاي جوزيف بونيت
قاي جوزيف بونيت (بالفرنسية: Guy Joseph Bonnet)‏ هو مؤرخ هايتي، ولد في 10 مايو 1773 في يوغان في هايتي، وتوفي في 9 مارس 1843 في هايتي.